# Dárius
A Dárius I. Dárajavaus perzsa király latin nevéből származik. A király görög neve Dareiosz. Ennek jelentése: birtokos, birtokmegőrző, átvitt értelemben hatalmas. Női párja: Dária

## Rokon nevek
- Dárió:[1] a Dárius olasz alakváltozatából (Dario)[2]
- Dáriusz:[1] a Dárius alakváltozata

## Gyakorisága
Az 1990-es években a Dárius, Dárió és a Dáriusz szórványos név volt, a 2000-es években nem szerepeltek a 100 leggyakoribb férfinév között.

## Névnapok
Dárius, Dárió, Dáriusz
- október 25.[2]
- december 19.[2]

Dáriusz
- október 19.

## Híres Dáriusok, Dáriók, Dáriuszok
- Darius Milhaud, zeneszerző
- Darius Mihalczewski, ökölvívó